# Wang Qin
Wang Qin, né le 8 mai 1994 à Baoji, est un athlète chinois, spécialiste de marche.

Il termine 5e lors des Championnats du monde par équipes 2018. 